# Айким
Айки́м (каз. Айқым) — село у складі Карасайського району Алматинської області Казахстану. Входить до складу Шамалганського сільського округу.
Населення — 16 осіб (2021; 88 у 2009, 19 у 1999, 109 у 1989).